# 椎根健雄
椎根 健雄（しいね たけお、1977年〈昭和52年〉1月20日 - ）は、日本の政治家。福島県郡山市長（1期）。元福島県議会議員（4期）。

## 来歴
福島県郡山市日和田町生まれ。郡山市立大島小学校、郡山市立郡山第五中学校、福島県立安積高等学校、新潟大学農学部卒業。
2007年6月より増子輝彦参議院議員秘書を務める。
2011年11月20日に行われた福島県議会議員選挙に郡山市選挙区から民主党公認で立候補し、初当選した。以後、4期連続当選。民進党の分裂後は（旧）国民民主党に所属したが、2020年に結成された（新）立憲民主党には参加しなかった。
2025年1月31日、同年4月に予定される郡山市長選挙への立候補を表明。2月25日に県議を辞職。
2025年4月13日、郡山市長選挙が告示された。3期引退を表明した品川萬里市長の事実上の後継指名を得て立候補の届出を出した。市長選にはその他自民党郡山総支部が推薦した元県議の勅使河原正之ら3候補が立候補した。椎根は立憲民主党、国民民主党、社民党の各党の県連、連合福島などの支援を受けた。福島民報は13日・14日の両日、市長選の世論調査をJX通信社と合同で行い、16日に序盤情勢を発表した。「勅使河原と椎根が横一線で激しく競う」と報じ、勅使河原の名前を先に記した。20日の投開票の結果、椎根が初当選を果たした。椎根は福島県内最年少の首長となる。
※当日有権者数：259,605人 最終投票率：40.28%（前回比：0.38pts）
| 候補者名     | 年齢 | 所属党派 | 新旧別 | 得票数   | 得票率 | 推薦・支持               |
| ------------ | ---- | -------- | ------ | -------- | ------ | ------------------------ |
| 椎根健雄     | 48   | 無所属   | 新     | 54,639票 | 52.85% |                          |
| 勅使河原正之 | 73   | 無所属   | 新     | 41,076票 | 39.73% | （推薦）自民党郡山総支部 |
| 高橋翔       | 37   | 無所属   | 新     | 3,845票  | 3.72%  |                          |
| 大坂佳巨     | 54   | 無所属   | 新     | 3,820票  | 3.70%  |                          |